# Вращающийся ресторан

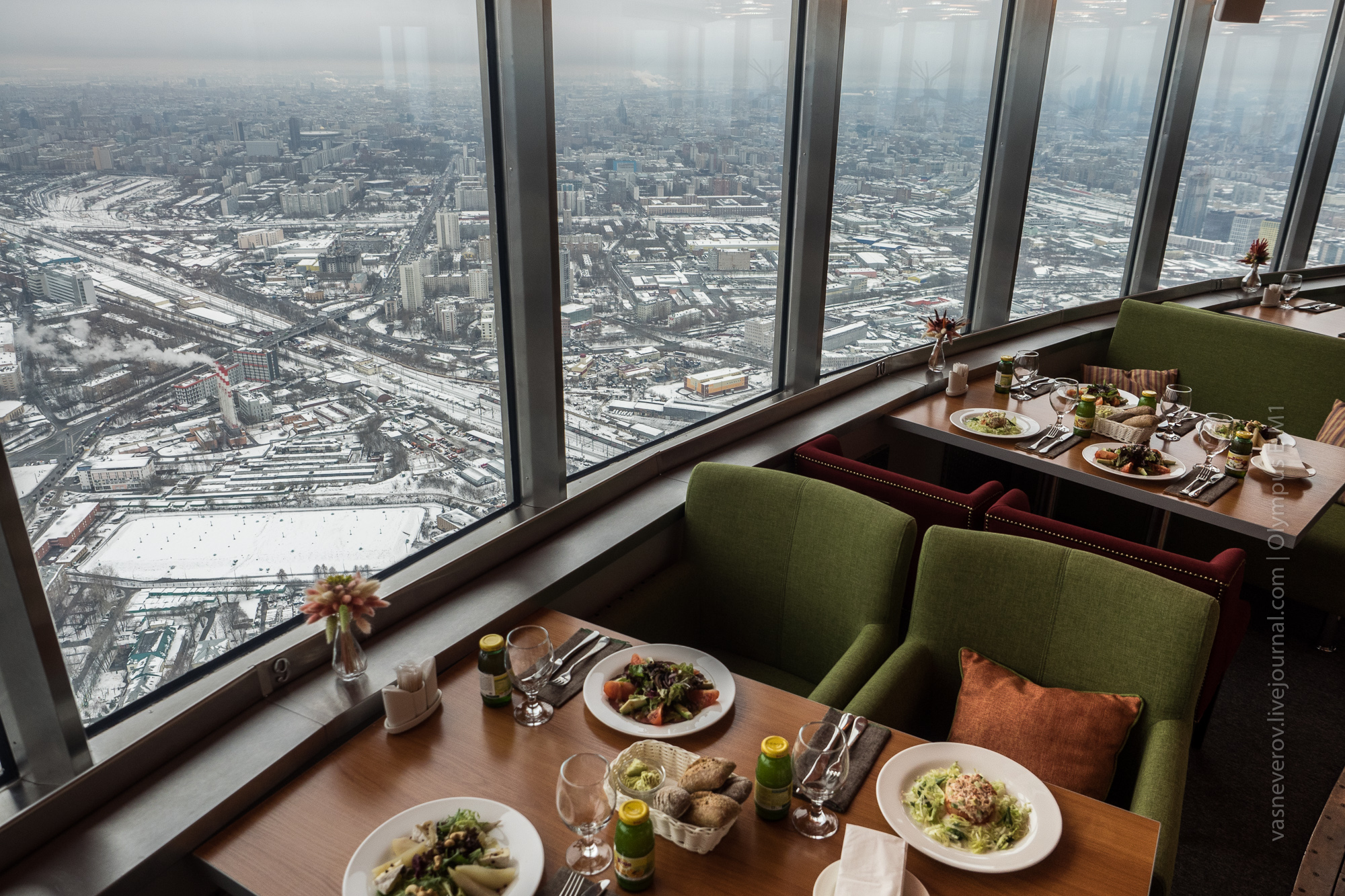
Вращающийся ресторан в Останкинской телебашне

Вращающийся ресторан — предприятие общественного питания с медленно вращающимся полом, позволяющим посетителям осмотреть полную круговую панораму окрестностей во время еды. Скорость вращения обычно варьируется от одного до трёх оборотов в час. Чаще всего такие рестораны расположены в небоскрёбах, телебашнях или отелях.
Вращающийся ресторан имеет кольцевую структуру, внешний контур которой представляет собой вращающуюся платформу, расположенную на роликах. Её крутит маломощный (менее 1 лошадиной силы) электродвигатель. Центр конструкции неподвижен; там располагаются лифты, лестницы и кухня.
Многие рестораны этого типа со временем перестают быть таковыми по причине высокой стоимости ремонта.

## История
Возможно, самая первая вращающаяся обеденная комната была построена в Древнем Риме для Нерона в его «золотом дворце»; оттуда открывался вид на Форум и Колизей. Об этом чуде техники упоминает Светоний в «Жизни двенадцати цезарей». В 2009 году археологи раскопали предположительные останки этой комнаты.
Первый современный вращающийся ресторан был открыт в 1959 году в телебашне Florianturm в Дортмунде (ФРГ). На мысль о вращении его создателей натолкнул неподвижный панорамный ресторан  Штутгартской телебашни, открытый за три года до этого.
Первый и единственный вращающийся ресторан в СССР был открыт в 1967 году на Останкинской телебашне и назывался «Седьмое небо». Вокруг него разворачивается сюжет одноимённого игрового фильма, вышедшего на советские экраны в 1971 году. Ресторан сгорел при пожаре 2000 года и возобновил свою работу в 2016 году.

## Безопасность
По крайней мере одна смерть связана с вращающимся рестораном: в 2017 году в Атланте погиб пятилетний мальчик, зажатый между стеной и движущимися частями.

## Рекорды
- Вращающийся ресторан, расположенный выше всего над уровнем моря, находится на швейцарской  горе Миттелаллалин.
- Выше всего над основанием сооружения находится вращающийся буфет средиземноморской кухни TWIST в телебашне Гуанчжоу; его высота 428 метров. Второе место занимает ресторан «360» в CN Tower, Торонто (351 м). Третье место у «Седьмого неба» в Москве (334 м).
- В двухуровневом вращающемся ресторане Дунайской башни крутится не только пол, но и внешнее остекление, позволяя таким образом избежать моментов, когда обзор загораживает рама.